# Thomas Hartung (Mediziner)
Thomas Hartung (* 2. September 1963 in Solingen) ist ein deutscher Mediziner und Biochemiker. Seit 2009 ist er Direktor des Center for Alternatives to Animal Testing (CAAT) und Inhaber des Doerenkamp-Zbinden-Lehrstuhls für evidenzbasierte Toxikologie an der Johns Hopkins School of Public Health. Zudem ist er als Honorarprofessor für Pharmakologie und Toxikologie an der Universität Konstanz tätig.

## Leben und Arbeit
Hartung studierte von 1982 bis 1986 Mathematik und Informatik an der Fernuniversität Hagen. Parallel dazu absolvierte er von 1984 bis 1989 ein Studium der Biochemie an der Eberhard Karls Universität Tübingen, das er mit Diplom abschloss. Zudem studierte er von 1985 bis 1991 Medizin in Tübingen. 1991 wurde er an der Universität Konstanz bei Albrecht Wendel zum Dr. rer. nat. promoviert und 1992 erlangte er den Dr. med. am Institut für Toxikologie in Tübingen bei Karl Walter Bock. 1994 folgte Hartungs Approbation als Arzt. 1999 habilitierte er sich in Konstanz für Pharmakologie und Toxikologie. Von 2002 bis 2008 war er Direktor des European Centres for the Validation of Alternative Methods (ECVAM; deutsch „Europäisches Zentrum für die Validierung von Alternativmethoden“), einer Einrichtung der Gemeinsamen Forschungsstelle der Europäischen Kommission in Ispra. Seit 2003 lehrt er als Honorarprofessor an der Universität Konstanz. Seit 2009 ist er Direktor des Center for Alternatives to Animal Testing (CAAT) und Inhaber des Doerenkamp-Zbinden-Lehrstuhls für evidenzbasierte Toxikologie an der Johns Hopkins School of Public Health.
Hauptziel Hartungs Arbeit ist ein Paradigmenwechsel in der Toxizitätsprüfung zur Verbesserung der öffentlichen Gesundheit. Aufgrund seiner Tätigkeit als Leiter des ECVAM war er an der Umsetzung des NRC-Visionsdokuments „Toxizitätsprüfung im 21. Jahrhundert – eine Vision und eine Strategie“ aus dem Jahr 2007 beteiligt. Hartung hat die Übertragung von Konzepten der evidenzbasierten Medizin auf die Toxikologie (evidenzbasierte Toxikologie) vorangetrieben. Ziel ist die systematische Bewertung der Qualität aller Instrumente der regulatorischen Toxikologie und die Entwicklung neuer Ansätze auf Basis annotierter Toxizitätspfade (dem Humantoxom).
Hartung verfügt über einen breiten Hintergrund in klinischer und experimenteller Pharmakologie und Toxikologie, welche in über 730 Publikationen dokumentiert ist (h-Index 123 mit über 52.000 Zitaten). Frühere Arbeiten konzentrierten sich auf die Immunerkennung von Bakterien, einschließlich Pyrogentests, und die induzierte Entzündungsreaktion. In experimentellen und klinischen Ansätzen wurde die pharmakologische Modulation dieser Reaktionen untersucht. Anfang 2009 zog Hartung in die USA und gründete neben seiner Leitung des Center for Alternatives to Animal Testing (CAAT) ein Labor für Entwicklungsneurotoxizitätsforschung auf Basis von Genomik und Metabolomik. Jüngste Fortschritte nutzen Big Data und künstliche Intelligenz für die prädiktive Toxikologie, die Grüne Toxikologie als Teil der Grünen Chemie und das geplante menschliche Exposom. Hartung ist Chefredakteur von Frontiers in Artificial Intelligence.

## Auszeichnungen
- 1993 Forschungspreis für Alternativen und ersetzen von Tierversuchen des Bundesministerium für Gesundheit, Deutschland

- 1993 Forschungspreis für Alternativen und das Ersetzen von Tierversuchen der European F.I.S.E.A. Foundation, Luxenburg
- 1995 Sandoz Award für therapeutisch relevante pharmakologische Forschung

- 1996 Doerenkamp/Zbinden Preis für Alternativen zu Experimenten an Tieren

- 2001 Business Innovation Award der Bodenseeregion für die Entwicklung eines alternativen Pyrogentests

- 2002 RIVM-Preis auf der Weltkonferenz über Tiernutzung und ihre Alternativen

- 2003 Umweltpreis der Landesbausparkasse Baden-Wuertemberg

- 2004 Steinbeis Technologietransferpreis

- 2005 Paula und Richard von Hertwig-Preis für interdisziplinäre Zusammenarbeit

- 2006 US Society of Toxicology Enhancement of Animal Welfare Award

- 2009 Russell & Burch Preis der Humane Society of the US

- 2010 Agilent Thought Leader award

- 2014 EuroGroup for Animals – Tierschutzpreis

- 2014 LUSH Preis

- 2017 Björn Ekwall Memorial Award der Scandinavian Society for Cellular Toxicology

- 2018 Preis der Hellenistic Society of Toxicology

- 2020 Ursula Händel Tierschutz-Preis 2020 für Alternative Methoden zu Tierexperimenten von Deutsche Forschungsgemeinschaft (DFG)

- 2020 Doerenkamp-Zbinden Preis

- 2020 Ehrenmitgliedschaft Schweizer Ärztinnen und Ärzte für Tierschutz in der Medizin (ATM)

- 2020/2021 Merit Award von EUROTOX

- 2023 Mid-Atlantic Society of Toxicology (MASOT) Ambassador Award

- 2025 German Society of Toxicology Award

- 2025 Peter-Singer-Preis